# Guido Leoni
Guido Leoni (Castellucchio, 14 juli 1915 - Ferrara, 6 mei 1951) was een Italiaans motorcoureur.
Guido Leoni startte in 1949 met een Moto Guzzi Gambalunga in de 500 cc klasse van het wereldkampioenschap wegrace. Moto Guzzi ging in die tijd nog niet overzee (naar de Isle of Man TT en de Ulster Grand Prix), maar startte alleen in wedstrijden op het Continent. Leoni werd in Zwitserland en in Francorchamps zesde, in Monza derde en viel uit in Assen. Hij werd tiende in het eerste wereldkampioenschap, zijn teamgenoot Enrico Lorenzetti werd achtste.
In 1950 werd hij kampioen van Italië in de 250 cc klasse. Hij won ook de lange afstandsrace Milaan - Taranto met een 500 cc Moto Guzzi. Met een MV Agusta startte hij in de Grand Prix des Nations in Monza, waar hij slechts twaalfde werd.
In 1951 stapte Leoni over naar FB Mondial, dat al vanaf 1949 het wereldkampioenschap in de 125 cc klasse beheerste. Hij won de openingswedstrijd, de GP van Spanje. Naar de allereerste Ultra-Lightweight TT (begin juni) vaardigde Mondial Gianni Leoni (niet verwant met Guido), Cromie McCandless, Nello Pagani en Carlo Ubbiali af.
Guido Leoni was toen al overleden, hij reed op 6 mei een Italiaanse kampioenswedstrijd op het stratencircuit van Ferrara. Hij raakte betrokken bij een groot ongeluk. Antonio Ronchei raakte de strobalen en kwam in het midden van de baan terecht. Guido Leoni reed in op de onderdelen van de motor van Ronchei, viel en raakte zodanig gewond dat hij aan de gevolgen overleed. Ook Raffaele Alberti kwam om het leven.